# SN 1960P
SN 1960P – supernowa typu I odkryta 22 listopada 1960 roku w galaktyce MCG +05-03-47. W momencie odkrycia miała maksymalną jasność 17,50m.